# 愛媛師範学校
愛媛師範学校 （えひめしはんがっこう） は新制愛媛大学教育学部の前身の一つとなった師範学校である。

## 沿革

### 愛媛県立期

#### 旧旧・愛媛県師範学校、愛媛県伊予師範学校
- 1876年8月21日： 愛媛県師範学校設立。
  - 温泉郡松山二番町52番地 （現・松山市）。
  - 修業年限2年、入学資格は当初16歳～40歳。
- 1876年9月7日： 開校式挙行。
- 1876年11月10日： 愛媛県伊予師範学校と改称。
  - 愛媛県と香川県との合併により、香川県師範学校 （高松） を愛媛県讃岐師範学校と改称したため。
- 1877年2月： 附属小学校を設置 （1879年、一時閉鎖）。
- 1877年3月： 愛媛県内各所に講習所を設置 （現職教員の再教育機関）。

#### 旧・愛媛県師範学校
- 1877年11月15日： 愛媛県讃岐師範学校を吸収し、愛媛県師範学校と改称。
  - 従来の本科を漸成科と改称 （2年制）。急成科 （半年制） を新設。
- 1879年5月： 高等師範生 （3年制）・師範生 （1年制） に改編。
- 1882年9月29日： 師範学校教則大綱に準拠。
  - 初等師範学科 （1年）・中等師範学科 （1年半）・高等師範学科 （3年） を設置。
- 1883年10月： 附属小学校を再開設。
- 1886年5月： 附属幼稚園仮開設 （1897年3月廃止）。

#### 愛媛県尋常師範学校
- 1886年11月27日： 師範学校令により愛媛県尋常師範学校と改称 （本科4年制）。
- 1888年7月： 同窓会を結成。
- 1889年10月1日： 香川県に香川県尋常師範学校設立。
  - 1888年12月に現・香川県が愛媛県から分離したことによる。
- 1890年9月： 松山市木屋町 （現・若草町） の新築校舎に移転。

#### 愛媛県師範学校

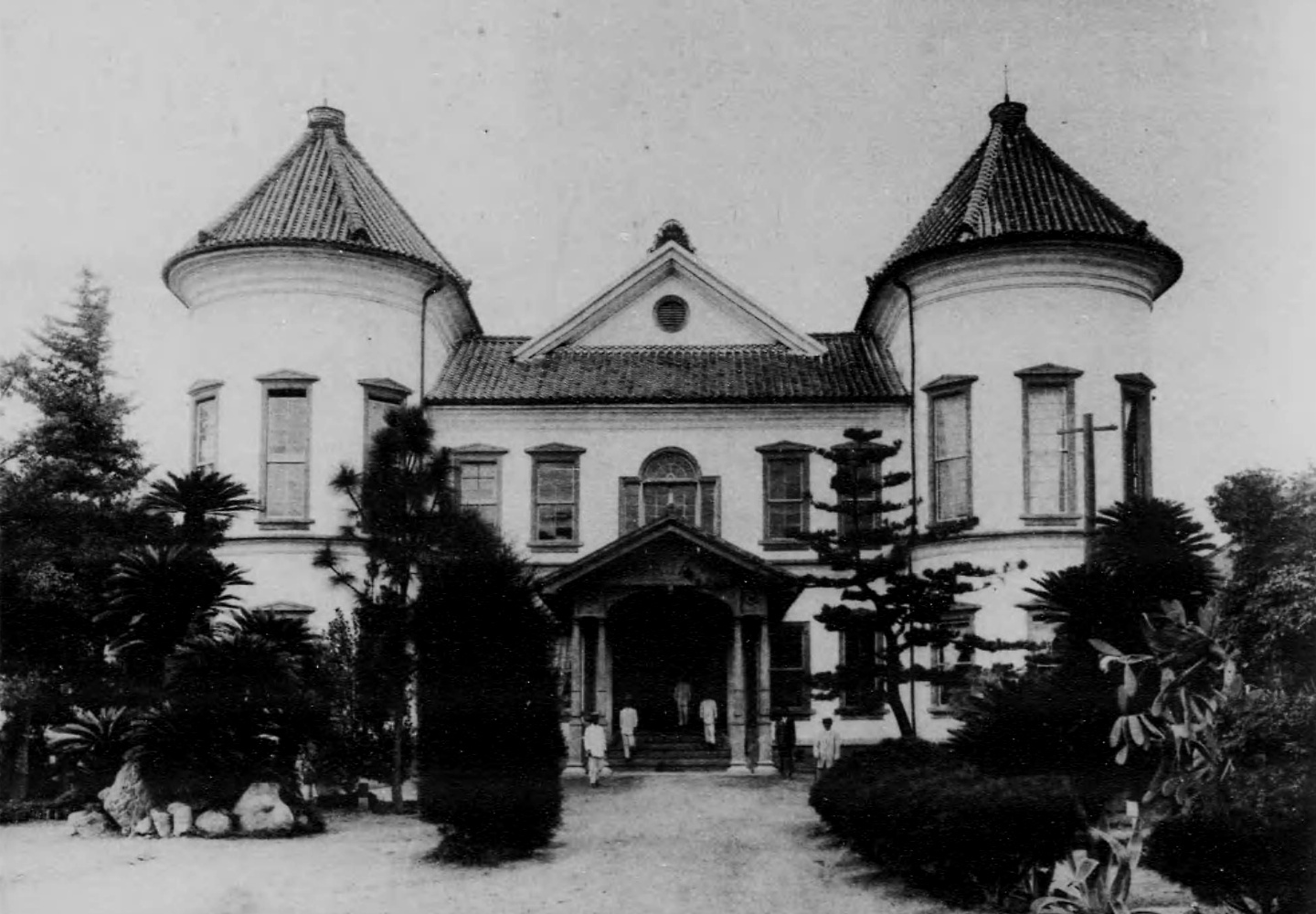
「伊予の阿房宮」と呼ばれた愛媛県師範学校校舎（1922年）

- 1900年2月27日： 師範教育令により愛媛県師範学校と改称。
  - 本科・小学校教員講習科・幼稚園保姆講習科を設置。
- 1900年4月： 女子部を再開 （3年制）。
- 1905年： 生徒によるストライキ事件発生。
  - 教諭転任に絡み校長排斥運動に発展。7月10日、生徒ら無期停学処分。10月1日、生徒ら復校。
- 1908年2月13日： 師範学校規程に準拠し、学則改正。
  - 男子部： 本科第一部 （4年制）・本科第二部 （1年制。中学卒対象） を設置。
  - 女子部： 本科第一部 （4年制）・本科第二部 （2年制。高女卒対象） を設置。
  - 予備科 （1年制。高小卒対象）・小学校教員講習科を附設。
- 1910年4月： 女子部を愛媛県女子師範学校として分離。
- 1912年： 校歌制定。『行方も知らず流れ去る』 （鈴木重太郎 作詞作曲）。
- 1912年11月11日： 「修養会事件」 発生。
  - 本科4年生、夜間に 「修養会」 と称して不良生徒に鉄拳制裁。29名停学処分。
- 1925年7月31日： 予備科を廃止。本科第一部を 5年制に延長 （高小卒対象に変更）。
- 1926年5月25日： 専攻科 （1年制） を設置。
- 1930年： 郷土館を開設。
  - 1931年4月に第二郷土館、1932年6月に第三郷土館を増設。
  - 展示内容は、第一 （歴史・国語）・第二 （博物）・第三 （地理・実業）。
- 1931年4月： 本科第二部を 2年制に延長 （第二部は完全私費制に）。

#### 旧・愛媛県女子師範学校、愛媛県女子師範学校

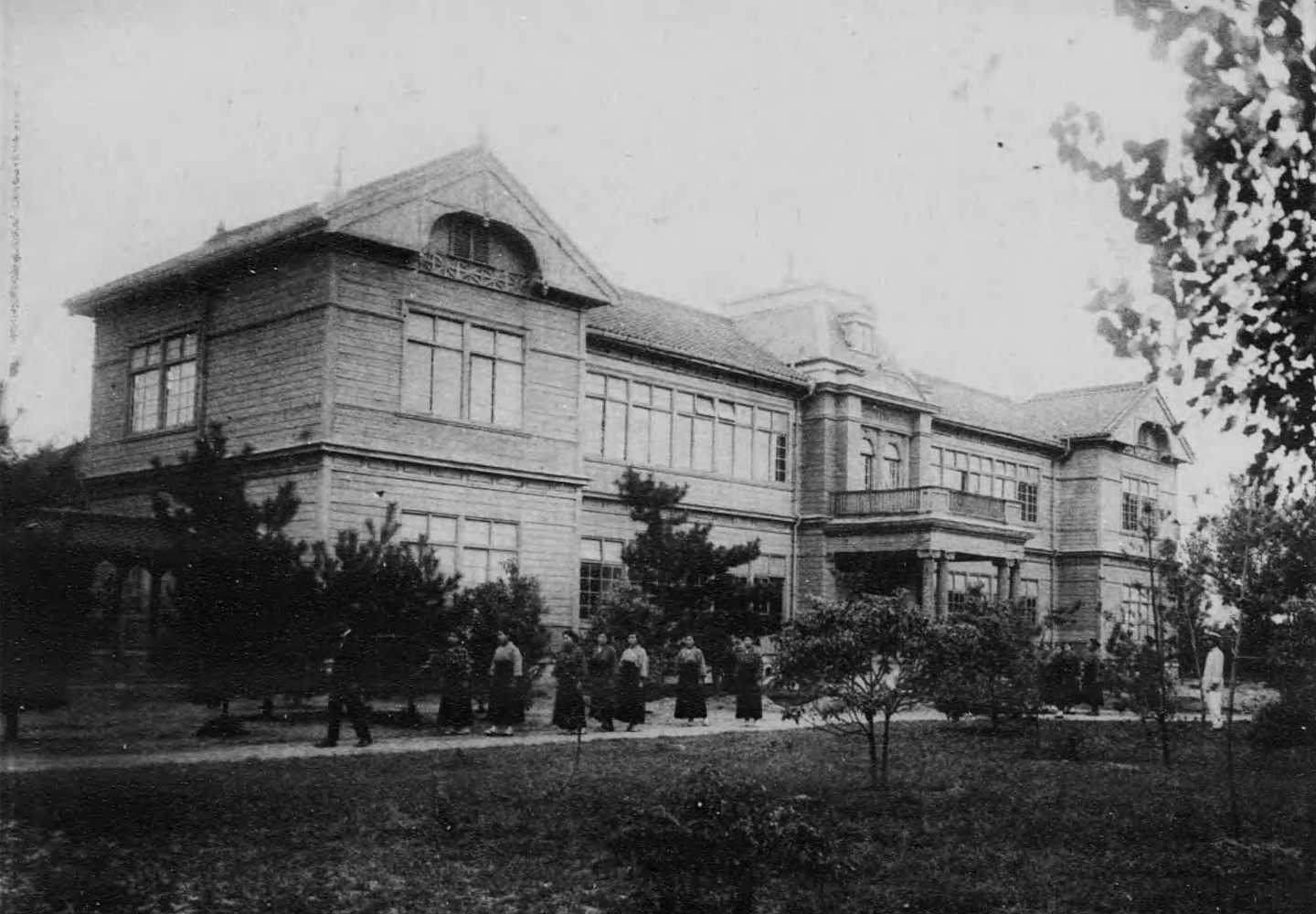
愛媛県女子師範学校（1922年）

- 1877年4月11日： 愛媛県讃岐師範学校 （高松） に女子師範学科を設置 （満14歳以上対象）。
- 1877年11月15日： 合併により愛媛県師範学校女子師範学科となる （第四大区 [香川] 講習所内）。
- 1878年1月： 愛媛県女子師範学校として独立。
- 1879年5月： 生徒僅少につき廃校。
- 1887年6月： 愛媛県尋常師範学校 （松山） に女子部を設置 （3年制）。
- 1891年12月： 女子部廃止。
- 1899年1月： 愛媛県尋常師範学校、女子専科講習生を募集 （講習期間3ヶ月）。
- 1900年4月1日： 愛媛県師範学校女子部再開 （3年制）。
- 1908年2月： 本科第一部を 4年制に延長。本科第二部を新設。
- 1909年7月14日： 愛媛県女子師範学校設置認可。
- 1910年4月1日： 愛媛県女子師範学校開校 （愛媛県師範学校から女子部が独立）。
- 1910年10月： 温泉郡三津浜町 （現・松山市須賀町） の新築校舎に移転。
- 1911年3月： 附属小学校を設置。
- 1912年3月： 附属幼稚園・小学校教員講習科 （2年制、1930年廃止） を設置。
- 1918年3月： 校歌制定。『白帆は行き交う』 （籏持匡 作詞）。
- 1919年4月： 本科第二部を 1年制に短縮。
- 1921年4月： 裁縫講習科を設置 （1年制、1931年廃止）。
- 1925年7月： 予備科を廃止、本科第一部を 5年制に延長 （高小卒対象に変更）。
- 1926年5月： 専攻科 （1年制） を設置。

### 官立期

#### 愛媛師範学校
- 1943年4月1日： 愛媛県師範学校・愛媛県女子師範学校を統合し、官立愛媛師範学校設置。
  - 旧愛媛県師範学校校舎に男子部、旧愛媛県女子師範学校校舎に女子部を設置。
  - 本科 （3年制、中等学校卒対象）・予科 （2年制、高小卒対象） を設置。
- 1945年7月26日： 空襲で男子部・同附属国民学校全焼。
- 1945年9月： 女子部校舎等に分散して授業再開。
  - 男子部本科： 女子部校舎。男子部予科： 太山寺の通夜堂・宿坊および付近の公会堂。
- 1946年2月： 予科を 3年制に延長。
- 1947年： 男子部、松山市城北 （現・文京町） の旧陸軍歩兵第22連隊練兵場跡に移転。
- 1948年： 女子部も城北地区に移転。
- 1949年5月31日： 新制愛媛大学発足。
  - 青師と共に教育学部の母体として包括された。
- 1949年7月： 松山市より産業復興大博覧会 （同年3月-5月、城北地区で開催） の元展示棟が引き渡される。
- 1950年11月： 旧女子部校地を警察予備隊に転用。
- 1951年3月： 旧制愛媛師範学校、廃止。

## 歴代校長
愛媛県師範学校（前身諸校を含む）
- 松本英忠：1876年8月 - 1877年10月
- 檜垣直右：1877年11月 - 1883年7月
- 山縣悌三郎：1883年7月 - 1883年9月
- 岡本則録：1883年9月 - 1885年9月
- 佐竹義和：1885年9月 - 1886年3月
- 武田安之助：1886年3月 - 1886年7月
- 佐竹義和：1886年7月 - 1887年8月
- 遠藤宗義：1887年8月16日[2] - 1889年12月6日[3]
- 町田則文：1889年12月 - 1891年5月23日
- 林吾一：1891年5月27日 - 1899年6月28日
- 新原俊秀：1899年6月28日 - 1901年2月9日
- 佐野川泰彦：1901年2月9日 - 1905年8月5日
- 大石和太郎：1905年8月24日 - 1908年4月14日
- 伊野宮茂長：1908年5月2日 - 1913年3月31日
- 山路一遊：1913年3月31日 - 1923年3月
- 浅賀辰次郎：1923年3月31日[4] - 1927年5月
- 佐伯千尋：1927年5月 - 1935年3月
- 宮澤健作：1935年3月 - 1939年8月
- 林伝次：1939年9月 - 1943年3月

愛媛県女子師範学校
- 塩谷伴造 [5]：1910年4月23日 - 1913年10月23日
- 太田藤一郎：1913年10月23日 - 1920年4月
- 豊田五郎：1920年4月 - 1930年9月
- 三神竹三郎：1930年9月 - 1935年3月
- 西岡源七：1935年3月 - 1941年4月
- 武政房吉：1941年4月 - 1943年4月

官立愛媛師範学校
- 佐伯千尋：1943年4月1日[6] - 1945年4月
- 岩本茂一：1945年4月1日 - 1945年11月24日[7]
- 山本隆一：1945年11月24日[7] - 1948年9月6日
- 井上宮久：1948年9月6日 - 1951年3月
  - 新制愛媛大学教育学部 初代学部長

## 校地の変遷と継承
愛媛師範学校男子部

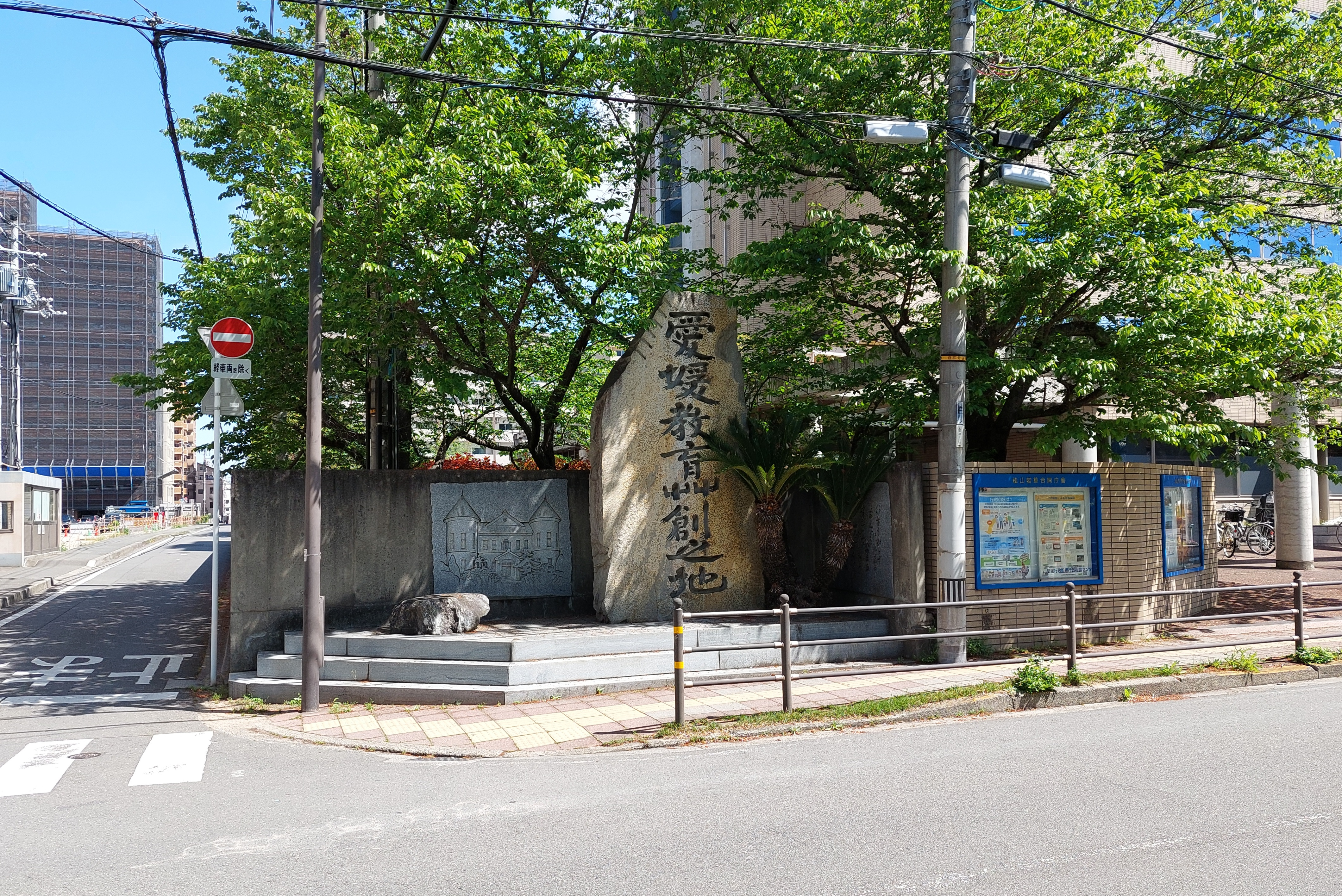
「愛媛教育草創之地」碑

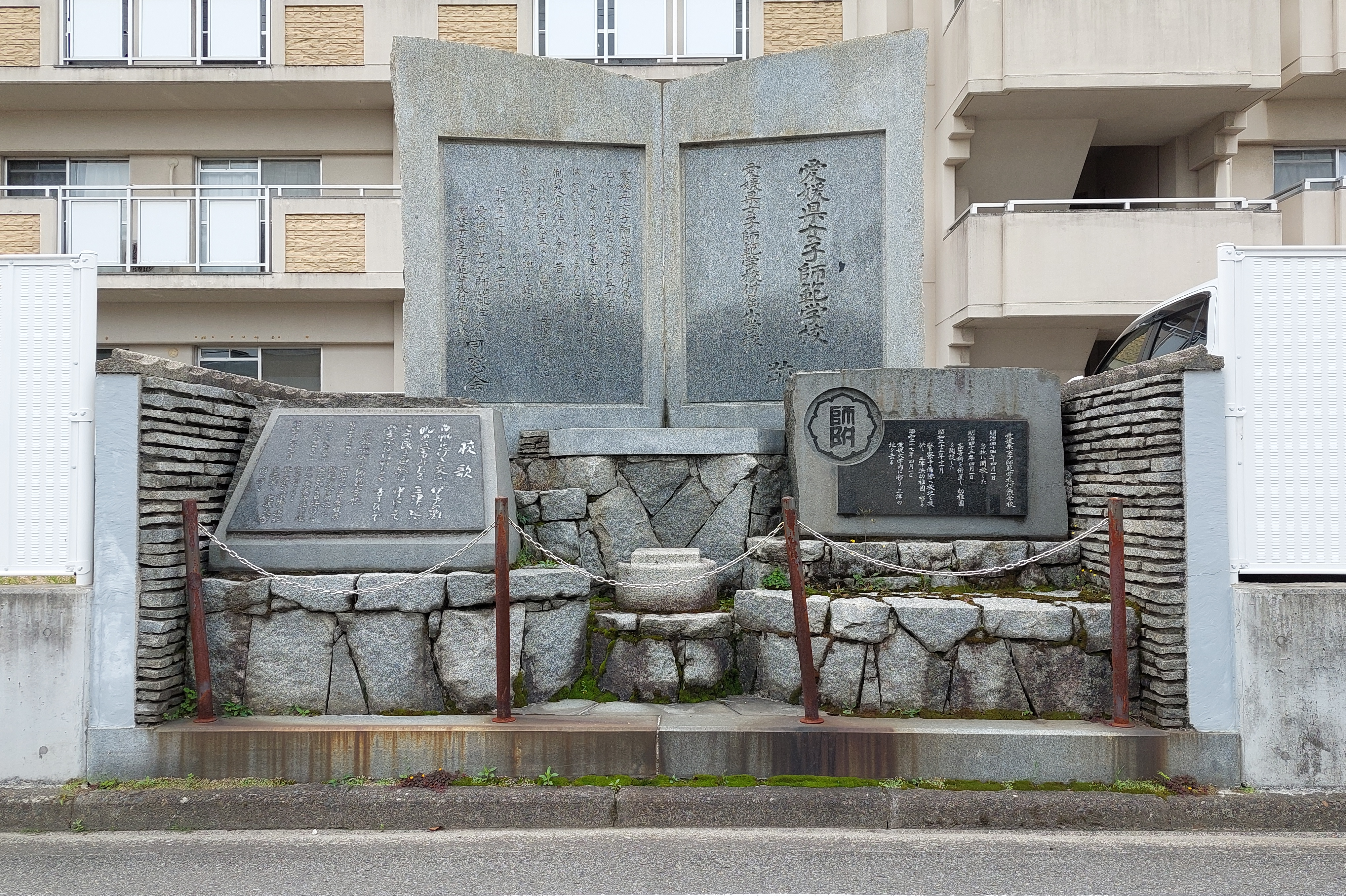
愛媛県女子師範学校・愛媛県女子師範学校付属小学校跡（須賀町）

前身の愛媛県師範学校から引き継いだ松山市木屋町 （現・若草町4丁目） の校地を使用した。1945年7月の空襲で校舎を失い、同年9月の授業再開時は、空襲の被害を受けなかった女子部校舎や太山寺等を使用した。1947年、市内城北 （現・文京町） の旧陸軍歩兵第22連隊練兵場跡に教室2棟を設置し、女子部校舎との2箇所で分散授業を行った （女子部も1950年までに城北地区に移転完了した）。城北校地は後身の新制愛媛大学教育学部に継承された。現在、愛媛大学城北キャンパスには医学部・農学部を除く法文学部・教育学部・工学部・理学部が集中している。
旧木屋町校地の跡地は、現在は松山若草合同庁舎となっており、「愛媛教育草創之地」 碑が設置されている。
愛媛師範学校女子部
前身の愛媛県女子師範学校から引き継いだ松山市三津西須賀町 （旧・温泉郡三津浜町字梅田町新立小松原、現・松山市須賀町） の校地を使用した。1945年7月の空襲では被害を受けなかったが、第二次世界大戦終戦後、校舎を焼失した男子部が移転して来たため、同居状態となった。1947年に男子部が城北地区に一部移転したのに続いて、1948年から女子部も城北地区へ移転することになった。城北への移転は 1950年までに完了し、三津校地は同年11月に警察予備隊に引き渡された。現在、旧三津校地の跡は、松山西警察署となっている。

## 著名な出身者
- 浅野長道 - 教育者、松山市長
- 泉敬太郎 - 教育者、新居浜市長
- 大野作太郎 - 教育者、地質学者
- 大森貞資 - 教育者、衆議院議員
- 岡武男 - 教育者、愛媛県北宇和郡松野町長
- 岡田温 - 教育者、農業技師、衆議院議員
- 亀岡謙太郎 - 教育者、愛媛県喜多郡天神村長
- 簡野道明 - 教育者、漢文学者
- 合田福太郎 - 教育者、衆議院議員、愛媛県宇摩郡土居村長
- 河野清丸 - 教育者、教育学者
- 澤田大暁 - 教育者、書家
- 重松信弘 - 教育者、国文学者、愛媛大学名誉教授
- 清家吉次郎 - 教育者、衆議院議員
- 曽根松太郎 - 教育者、出版業
- 瀧庸 - 教育者、生物学者
- 夏井保四郎 - 教育者、弁護士、衆議院議員、松山電気軌道・海南新聞社長
- 原田改三 - 教育者、北条市長
- 八木彩霞 - 教育者、画家
- 八木繁一 - 教育者、植物研究家、オキチモズク、ツバキカンザクラを発見
- 湯山勇 - 教育者、衆議院議員、参議院議員
- 渡部抱朴子 - 教育者、俳人、書家

## 教員
- 栗田国彦 - 静岡大学教授
- 和田茂樹 - 愛媛大学教授

## 関連文献
- 作道好男・作道克彦（編）　『愛媛大学教育学部百年史』　教育文化出版教育科学研究所、1984年1月。
- 『官報』